# Jean-Pierre Pont
Pour les articles homonymes, voir Pont (homonymie).
Jean-Pierre Pont, né le 9 mai 1950 au Portel (France), est un homme politique français.

## Biographie
Médecin de profession (issu de la faculté de médecine de Lille), Jean-Pierre Pont devient maire de Neufchâtel-Hardelot en 1989. 
Il se présente aux élections législatives de 1993 dans la 5e circonscription du Pas-de-Calais sous le parti Union pour la démocratie française (UDF). Il remporte l'élection avec 52,01 % des voix face au député sortant socialiste Guy Lengagne.
À la suite de la dissolution de l'Assemblée par Jacques Chirac, Jean-Pierre Pont se présente aux élections législatives de 1997 qu'il perd face à Guy Lengagne, ne remportant que 42,65 % des voix. Il perd également aux élections de 2002 avec 49,19 % des voix face à Guy Lengagne.
Il se présente aux élections législatives en 2007 dans la cinquième circonscription du Pas-de-Calais. Dissident de la candidate UMP, Annick Valla (par ailleurs son ancienne conseillère municipale à Neufchatel-Hardelot), il obtient 9 % des suffrages exprimés.
En 2014, il est réélu maire de Neufchâtel-Hardelot, avec 61,14 % des voix face à Bruno van Peteghem.
Après avoir échoué à obtenir l'investiture LR-UDI aux élections législatives dans la 5e circonscription du Pas-de-Calais[réf. souhaitée] face à la candidate investie Fabienne Chochois, il apporte publiquement son soutien à Emmanuel Macron pour l'élection présidentielle de 2017 se présente aux élections législatives  sous l'étiquette La République en marche !, et l'emporte face au Front national.
En juillet 2019, à l'occasion de la remise en jeu des postes au sein de la majorité, il se porte candidat à la vice-présidence de l'Assemblée.
À la suite du second mandat présidentiel d’Emmanuel Macron, il se représente aux élections législatives de 2022 dans la cinquième circonscription du Pas-de-Calais sous l’étiquette Ensemble ! qu’il remporte à nouveau face au Rassemblement national avec 51,03% des suffrages. Après la dissolution de 2024, il termine troisième au premier tour des élections de 2024 et se retire pour laisser la place à un duel RN-NFP.

## Détail des fonctions et des mandats

### Mandats parlementaires
- 28 mars 1993 - 21 avril 1997 : député de la 5e circonscription du Pas-de-Calais
- 21 juin 2017 - 9 juin 2024 : député de la 5e circonscription du Pas-de-Calais, réélu le 19 juin 2022, non réélu en 2024 (s'étant retiré après être arrivé seulement troisième lors du premier tour des élections législatives du 30 juin 2024)

### Mandats locaux
- 19 mars 1989 - 20 juin 2017 : Maire de Neufchâtel-Hardelot (Pas-de-Calais)